# Heinrich Hoffmann (Politiker)
Heinrich Hoffmann (* 8. Januar 1899 in Schleswig; † 23. Dezember 1979 in Gößnitz) war ein deutscher Parteifunktionär (SPD/SED), Thüringer Landespolitiker und Mitglied des Ersten Deutschen Volksrats.

## Leben
Hoffmann stammte aus einer Handwerkerfamilie. Nach dem Besuch der Volksschule erlernte er das Friseurhandwerk. 1917 wurde er als Heeressoldat in den Ersten Weltkrieg eingezogen, verlor ein Bein und kam in britische Kriegsgefangenschaft. Als er 1919 zurückkehrte, setzte er sich für die Kriegsopferfürsorge ein. 1920 trat er in die Sozialdemokratische Partei Deutschlands (SPD) ein. Von 1922 bis 1927 war er Vorsitzender der Sozialistischen Arbeiter-Jugend im SPD-Unterbezirk Schleswig. Von 1924 bis zum Ende der Weimarer Republik war er auch Mitglied im Bundesvorstand des Reichsbanners Schwarz-Rot-Gold. Durch die Beteiligung an einem Kurs der sozialistischen Heimvolkshochschule im thüringischen Gera knüpfte er zahlreiche Kontakte zu sozialdemokratischen und kommunistischen Akteuren. In Jena kandidierte er gegen den Jenaer SPD-Vorsitzenden Hermann Leber vom rechten Parteiflügel. 1927 wurde er Redakteur der Thüringer SPD-Zeitung Das Volk in Jena. Später trat er eine Stelle beim Bundesorgan des Reichsbundes der Kriegsbeschädigten und Kriegsteilnehmer in Berlin an.
Nach der Machtergreifung der Nationalsozialisten unternahm er für die SPD eine Wahltour durch Thüringen, bei der er Mut und Geschick zeigte. Nachdem er verhaftet und danach wieder freigelassen worden war, arbeitete er für den Aufbau der Victoria-Versicherung, in deren Apparat er einige Gesinnungsfreunde unterbringen konnte.
Als die NS-Herrschaft überwunden war, organisierte er im Mai und Juni 1945 die Wiedergründung der SPD in Thüringen, nachdem ihn Hermann Brill in die Landeshauptstadt geholt hatte. Weil Hoffmann eine KPD-freundliche Position vertrat, geriet er häufiger in Gegensatz zu Brill. Als sich dieser nach Hessen abgesetzt hatte, wurde Hoffmann von der Sowjetischen Militäradministration zum kommissarischen Thüringer SPD-Landesvorsitzenden präferiert. In dieser Funktion arbeitete er aktiv hin auf die Vereinigung der SPD mit der KPD in der Sowjetischen Besatzungszone. Bis 1949 war er paritätischer Landesvorsitzender der Sozialistischen Einheitspartei Deutschlands (SED) und gehörte zu deren Berliner Parteivorstand. Von 1946 bis 1950 war er Mitglied des Thüringer Landtags, von 1948 bis 1950 auch Mitglied des Ersten Deutschen Volksrats und der Provisorischen Volkskammer der Deutschen Demokratischen Republik (DDR). Im Dezember 1949 wurde er wegen mangelnder Durchsetzungsfähigkeit von seinem Parteivorstandsamt entbunden. Ab Februar 1950 agierte er als Generalstaatsanwalt im Land Mecklenburg, wurde aber auch dort wieder entlassen wegen mangelnder Härte bei der Bekämpfung von „Republikfeinden“ und deswegen aus der SED ausgeschlossen. Danach arbeitete er bei der Deutschen Notenbank in Schwerin. Nachdem er 1955 wieder in die SED aufgenommen worden war, war er in verschiedenen Handelsbetrieben tätig.